# Арташес IV
Арташе́с IV (арм. Արտաշես Դ) — последний аршакидский царь Великой Армении (422—428), сын Врамшапуха. Сасанидский царь Бахрам V, опасаясь армянских министров, вел сдержанную, толерантную политику и по просьбе министров назначил Арташеса IV королем в Великой Армении, находящейся под персидским господством. По словам армянских летописцев, Арташес IV будучи «неопытным и склонным к жизни юношей», вызвал недовольство министров. Они потребовали от Бахрама V свергнуть Арташеса. Бахрам V вызвал в суд армянского царя и католикоса в Ктесифоне. Арташес хотя и опроверг выдвинутые против него обвинения, но был свергнут. В Армении исчезла династия Аршакидов. С этого периода Арменией правили марзпаны, назначавшиеся персидскими правителями.